# Hohe Tauern
Die Hohen Tauern sind eine Hochgebirgsregion der Zentralalpen. Sie liegen größtenteils in Österreich. Der rund 120 km lange und bis 3798 m ü. A. hohe Hauptkamm stellt die geografische Mitte der Ostalpen dar. Hier befinden sich – neben den Ötztaler Alpen – die höchsten Berge Österreichs. In der Hafnergruppe (ein Teil der Ankogelgruppe) liegen die östlichsten Dreitausender der Alpen.
Zur Etymologie des Namens Tauern, sowie zu damit verbundenen Begriffen, siehe den Hauptartikel Tauern.

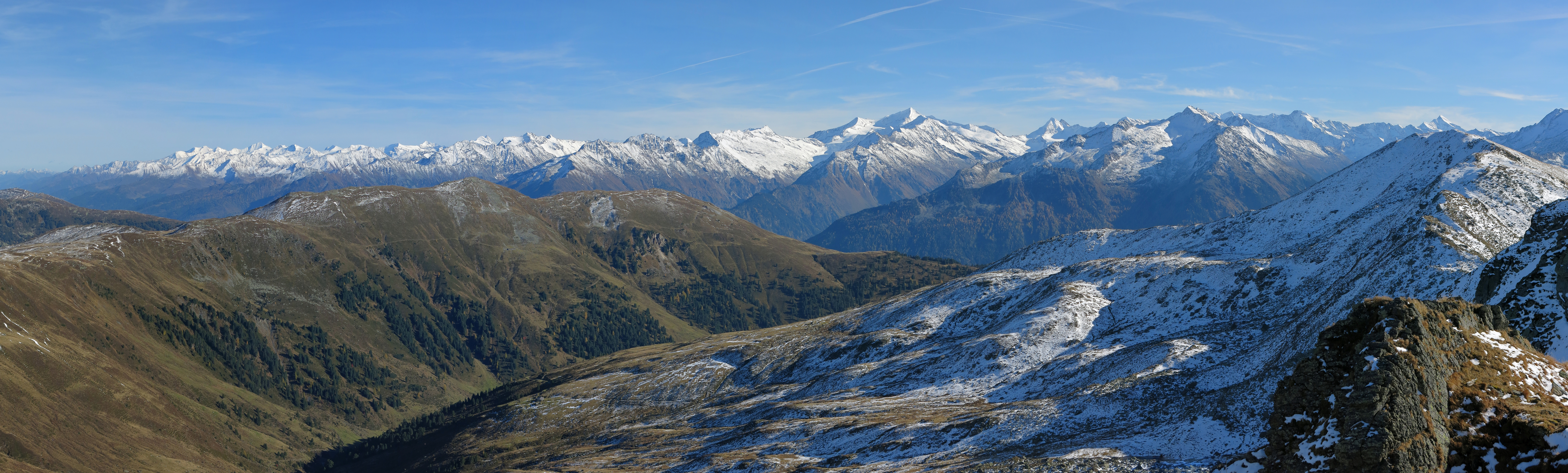
Hohe Tauern (Glockner- und Venedigergruppe) von Nordwesten, Ansicht von Tristkopf

## Lage und Gebirgsgruppen

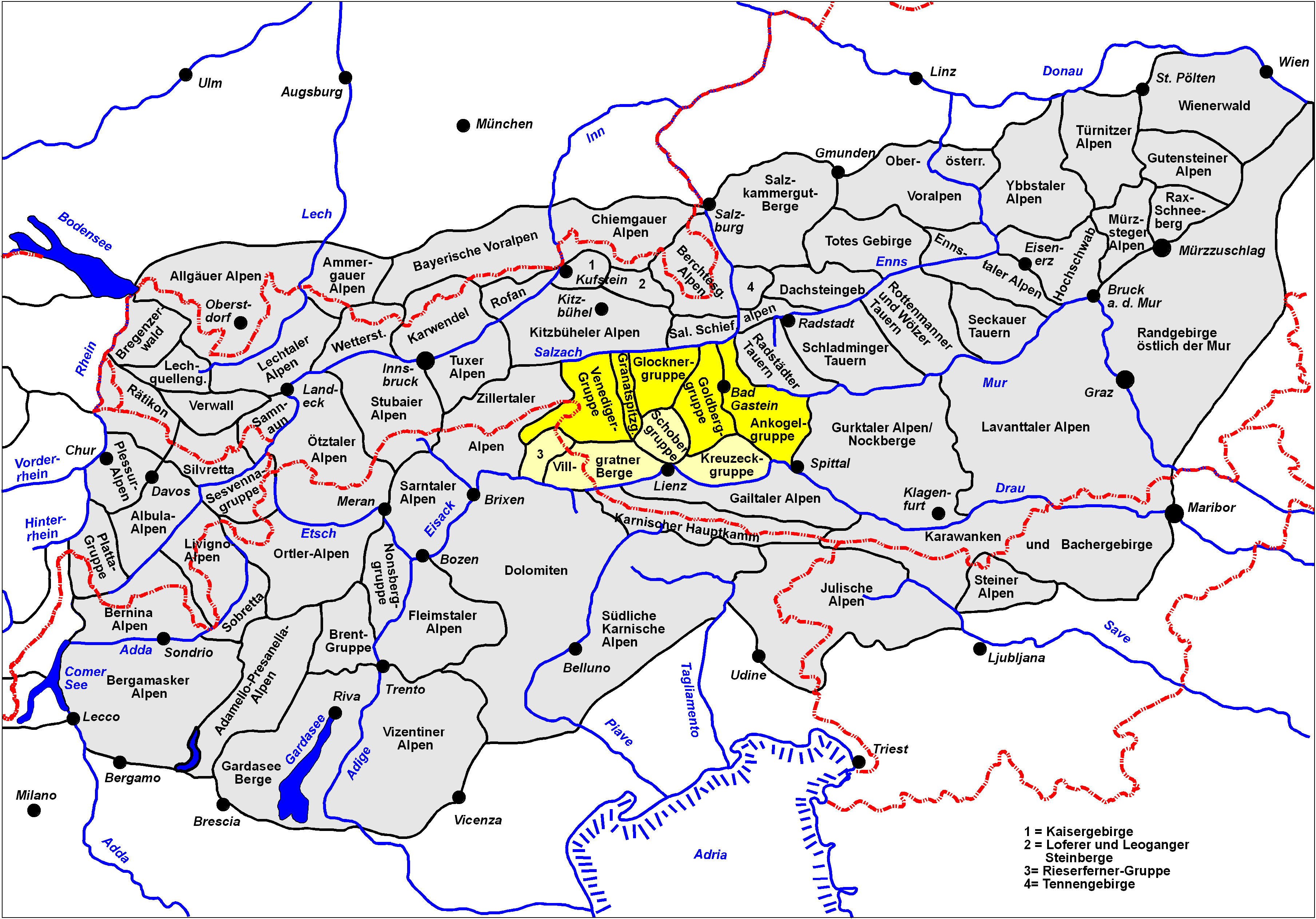
Die neun Gebirgsgruppen der Hohen Tauern

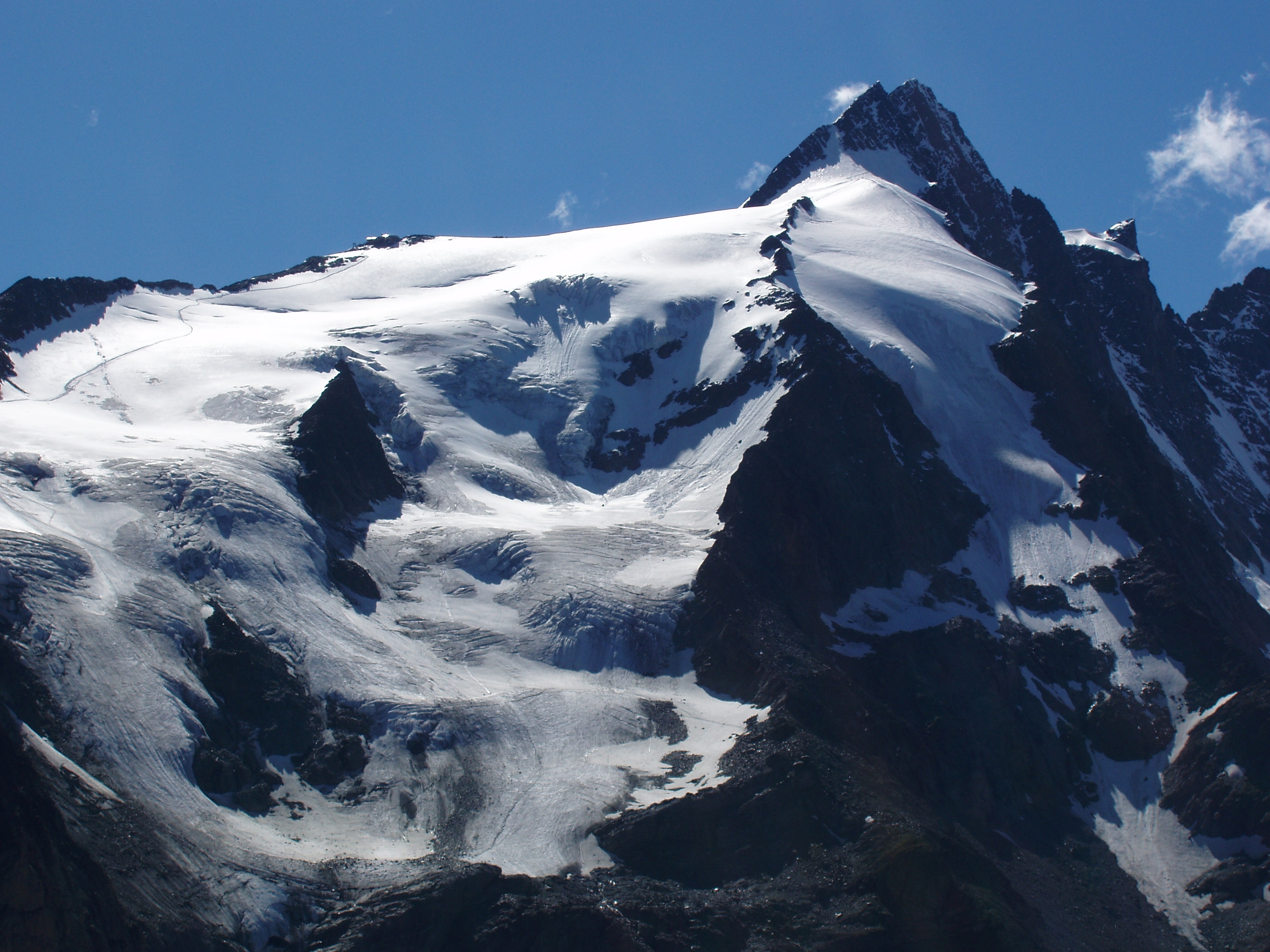
Großglockner – der höchste Berg der Hohen Tauern.

Die Hohen Tauern liegen in den österreichischen Bundesländern Salzburg, Kärnten und Tirol (Osttirol). Der 150 km lange Hauptkamm markiert die Grenze zwischen Salzburg und den beiden anderen Ländern; sein südwestlicher Rand gehört zur italienischen Provinz Südtirol.
Die nördliche Abgrenzung bildet das Tal der Salzach, die südliche das Tal der Drau. Im Westen werden die Hohen Tauern von Krimmler Ache und Ahrntal begrenzt, im Osten von Großarltal, Murtörl (2260 m ü. A.), Murwinkel und Katschberg-Pass (1642 m ü. A.). Westlich der Birnlücke (2667 m ü. A., Krimmler Tauern) schließen sich die Zillertaler Alpen an, nordöstlich des Murtörls (2260 m ü. A.) die Gipfel der Radstädter Tauern (siehe auch Niedere Tauern).
Gemäß der orografischen Einteilung der Ostalpen (AVE) durch den Deutschen und Österreichischen Alpenverein gliedern sich die Hohen Tauern in folgende Gebirgsgruppen (von Westen nach Osten):
- Venedigergruppe (höchster Gipfel Großvenediger 3657 m ü. A.) mit Durreckgruppe, Panargenkamm und Lasörlinggruppe
- Granatspitzgruppe (Großer Muntanitz 3232 m ü. A.)
- Glocknergruppe (Großglockner 3798 m ü. A.)
- Goldberggruppe (Hocharn 3254 m ü. A.)
- Ankogelgruppe (Hochalmspitze 3360 m ü. A.) mit Hafner- und Reißeckgruppe.

Im Süden sind dem Tauern-Hauptkamm vorgelagert:
- Rieserfernergruppe (Hochgall 3436 m ü. A.)
- Villgratner Berge oder Defereggengebirge (Weiße Spitze 2962 m ü. A.)
- Schobergruppe (Petzeck 3283 m ü. A.)
- Kreuzeckgruppe (Polinik 2784 m ü. A.).

## Nationalpark und Geologie
Im Zentrum der Region liegt der Nationalpark Hohe Tauern, in dem der Österreichische Alpenverein und Grundbesitzer in den drei Bundesländern Tirol, Salzburg und Kärnten wichtige Flächenanteile eingebracht haben. Er ist mit 1836 km² der größte der sechs österreichischen Nationalparks und damit auch der größte der Alpen. Das Schutzgebiet gliedert sich in eine Kernzone (Naturzone gemäß IUCN) und eine Außenzone (Randzone) mit Wald- und Almwirtschaft.
Der Fremdenverkehr hat seit der Errichtung des Nationalparks nur mehr geringfügig zugenommen und sich auf qualitativ hochwertigen „sanften Tourismus“ und naturschonendes Bergsteigen verlegt. Dem Umweltschutz und dem Erhalt ursprünglicher Erwerbszweige wird besonderes Augenmerk gewidmet. Einige Stauseen spielen für die Energiewirtschaft eine bedeutende Rolle (Kapruner-, Stubach- und Maltatal). Im Felbertal wird das Wolframerz Scheelit abgebaut; der Abbau hier allein macht Österreich zum viertgrößten Förderer von Wolfram weltweit.
Die Geologie der Hohen Tauern wird von Kristallingesteinen geprägt, der Aufbau des Gebirges ist jedoch ungewöhnlich kompliziert. Von paläozoischen Gneisen und Glimmerschiefern über Phyllite und Quarzite bis zu mesozoischen Kalken herrscht eine große Vielfalt, die durch die Tektonik des „Tauernfensters“ noch verstärkt wird. Dies macht auch den Reiz der Landschaft aus: von senkrechten Felswänden und scharfkantigen Graten finden sich alle Übergänge bis zu sanften Graskuppen und Hochmooren. Steile Kare und Gletscher wechseln mit verkarsteten Hochflächen und ganzen Gruppen von Bergseen, beliebte Gipfel mit solchen, die nie bestiegen werden. Die Eisgrenze der Hohen Tauern verläuft zwischen 2700 und 2900 m.
Die nordwärts zur Salzach führenden Täler haben Stufenbau (glaziale Trogtäler) mit Wasserfällen und gewaltigen Klammen (Gasteiner- und Liechtensteinklamm, Kitzlochklamm usw.), die für Besucher mit sicheren Stegen ausgebaut sind. Wichtige Verkehrsverbindungen über/durch die Hohen Tauern sind der Felbertauerntunnel, die Großglockner-Hochalpenstraße, der Tauerntunnel (Eisenbahn) und der Katschbergtunnel (Tauernautobahn).